# Illa Blaue
Illa Blaue, geboren als Illa Schultze (* 3. Mai 1919 in Kiel; † 5. Juni 2018 in Steinfeld), war eine deutsche Malerin.

## Leben
Illa Schultze erhielt eine Ausbildung zur Kindergärtnerin und nahm an den Abendkursen der Kieler Handwerker- und Kunstgewerbeschule (Muthesius-Schule) bei Werner Lange im Aktzeichnen und bei Gertrud Wiebke Schröder teil. Sie wurde weiterhin von Margrethe Klenze (1881–1977) in Ölmalerei und 1942 für ein Semester von Max von Esterle in Innsbruck unterrichtet.
1942 heiratete sie den Juristen Siegfried Sichtermann; die Ehe wurde 1954 geschieden. Gemeinsam hatten sie drei Kinder, darunter Kai Sichtermann, Gründungsmitglied der Rockband Ton Steine Scherben, und die Schriftstellerin Barbara Sichtermann.
Aufgrund des Zweiten Weltkriegs und der Geburt ihrer Kinder unterbrach sie ihre künstlerische Tätigkeit bis Anfang der 1950er Jahre. 1951 wurde sie Schülerin und Mitarbeiterin des Bildhauers Alwin Blaue, den sie 1956 heiratete. Er lehrte sie unterschiedlichste handwerkliche Techniken, insbesondere Baukeramik und Fayencemalerei. Nach dessen Tod 1959 unterrichtete Blaue 25 Jahre lang an der Kieler Volkshochschule Töpfern und Aquarellmalerei und unterhielt nacheinander Atelier und Werkstatt unter anderem in Kiel, in Boknis an der Schlei und in der alten Schmiede in Kiesby, ehe sie 1989 den Borne-Krog in Boren erwarb.
Blaue beteiligte sich an verschiedenen Ausstellungen, unter anderem an der Landesschau schleswig-holsteinischer Künstler 1962 und an der 10. Ausstellung der Malerinnen und Bildhauerinnen im Kieler Landeshaus 1962, und erhielt 24 Kunst-am-Bau-Aufträge in Schleswig-Holstein.
In den 1960er Jahren bis Anfang der 1970er Jahre gab es in Kiel eine Gruppe von Künstlern, die sich regelmäßig im Hinterhofatelier in der Legienstraße 26 trafen, um dort zu malen. Zu dieser Gruppe gehörten außer Illa Blaue unter anderem Werner Rieger, Dago Kleemann, Hella Kleemann, Hilde Mentzen, Uwe Till, Bruno Giurini, Uschi Leithäuser, Antje Mentzen, Franz Reisener, Sigrid Reisener, Amigo Krüger und Thomas Dumrese.
Sie gründete 1990 den Kulturverein RUNDUM in Süderbrarup; die soziokulturelle Einrichtung hat sich zum Ziel gesetzt, in der ländlichen Region Kunst und Kultur anzubieten; so holte der Verein das Kindertheater des Monats nach Süderbrarup und beteiligt sich am Literatursommer.
Illa Blaue starb am 5. Juni 2018 wenige Wochen nach Vollendung ihres 99. Lebensjahres in Steinfeld und wurde auf dem Friedhof an der St.-Marien-Kirche in Boren begraben.

### Politisches Wirken
1982 war sie für die BWG Boren im Gemeinderat Boren, verlor ihren Sitz jedoch 1983 nach ihrem Umzug nach Kiesby. In Kiesby gründete sie einen Ortsverband der Grünen und nahm an den Gemeinderatswahlen 1986 teil. Sie wurde dann die erste „Grüne“ im Kiesbyer Gemeinderat und gehörte diesem von 1986 bis 1990 an; außerdem wirkte sie regional in der Friedensbewegung mit; so gründete sie 1983 in Kiesby die Friedensgruppe.

## Werke (Auswahl)
- Boren, Turnhalle (Fayencemalerei als Kachelbild Schleswig-Holstein).
- Boren, Erneuerung der Wandbemalung in der Kirche (zusammen mit Angie Olbrich und Heidi Tews)
- Brokstedt, (Mosaik Schleswig-Holstein-Karte).
- Brunsbüttel, Sporthalle, (Keramikmosaik Sportmotive).
- Kappeln, Aula des Behindertenheims Kappelner Werkstätten (Keramikbild Vogelflug).
- Kiel, Gedenkstein zum Kieler Frieden von 1814 in der Dänischen Straße.
- Leck, Grundschule an der Linde (Klinker-Keramikmosaik Fischer mit Netz).[4]
- Schleswig, Landesjugendheim Paulihof 2 (Tangram).
- Schönhagen, Sporthalle (Keramikmosaik).
- Schönkirchen, Sporthalle (Keramikmosaik Die vier Elemente (Feuer, Wasser, Luft + Erde mit dazugehörigen Sport-Symbolen)).
- Westerrönfeld, Schule (Wandgestaltung 1993).